# 平工靖也
平工 靖也（ひらく せいや、1994年8月6日-）は、岐阜放送のアナウンサー。岐阜県岐阜市出身。

## 経歴
岐阜県立長良高等学校出身。高校時代は野球部に所属、3年時は控え選手としてベンチ入りしていた。
2020年より、岐阜放送でアナウンス活動を開始する。

## 人物
- 趣味は、野球、ウクレレ、お笑い鑑賞[2]。
- 高校時代までの野球経験を活かして、夏の高校野球岐阜大会の実況も担当している。

## 現在の出演番組

### テレビ
- めっちゃぎふわかるてれび（アシスタント、2023年4月 - ）
- ぎふサテ!
- NEWSぎふチャン

### ラジオ
- NEWSぎふチャン
- GIFT Tune（2024年〜）-水曜、木曜担当

## 過去の出演番組

### ラジオ
- きょうもラジオは!? 2時6時（毎週月・金曜パーソナリティ、2020年3月30日 - 2023年3月31日）